# 無条件収束
無条件収束（むじょうけんしゅうそく，英: unconditional convergence）は代数的な対象（和）に関連した位相的性質（収束性）である。それは可算個の元の級数に対する収束の概念の任意に多くの級数への拡張である。大部分はバナッハ空間において研究されている。

## 定義
X を線型位相空間とする．I を添え字集合とし，すべての i ∈ I に対して xi ∈ X とする．
級数 {\displaystyle \sum _{i\in I}x_{i}} が x ∈ X に無条件収束するとは，
- 添え字の集合 {\displaystyle I_{0}:=\{i\in I:x_{i}\neq 0\}} が可算であり，
- {\displaystyle I_{0}=\{i_{k}\}_{k=1}^{\infty }} 上の任意の置換 {\displaystyle \sigma :I_{0}\to I_{0}}に対して {\displaystyle \sum _{k=1}^{\infty }x_{\sigma (i_{k})}=x} が成り立つ。

ことをいう。

## 別の定義
無条件収束はしばしば同値な方法で定義される：級数が無条件収束するとは，任意の列 {\displaystyle (\varepsilon _{n})_{n=1}^{\infty }} で {\displaystyle \varepsilon _{n}\in \{-1,+1\}} なるものに対し，級数
{\displaystyle \sum _{n=1}^{\infty }\varepsilon _{n}x_{n}}
が収束することをいう．
任意の絶対収束級数は無条件収束するが，逆は一般には成り立たない：X が無限次元のバナッハ空間のとき，Dvoretzky–Rogersの定理の定理により，この空間には無条件収束するが絶対収束しない級数が必ず存在する．しかしながら，X = Rn のときは，リーマンの級数定理によって，級数 {\displaystyle \sum x_{n}} が無条件収束することと絶対収束することは同値である．